# Goa trance

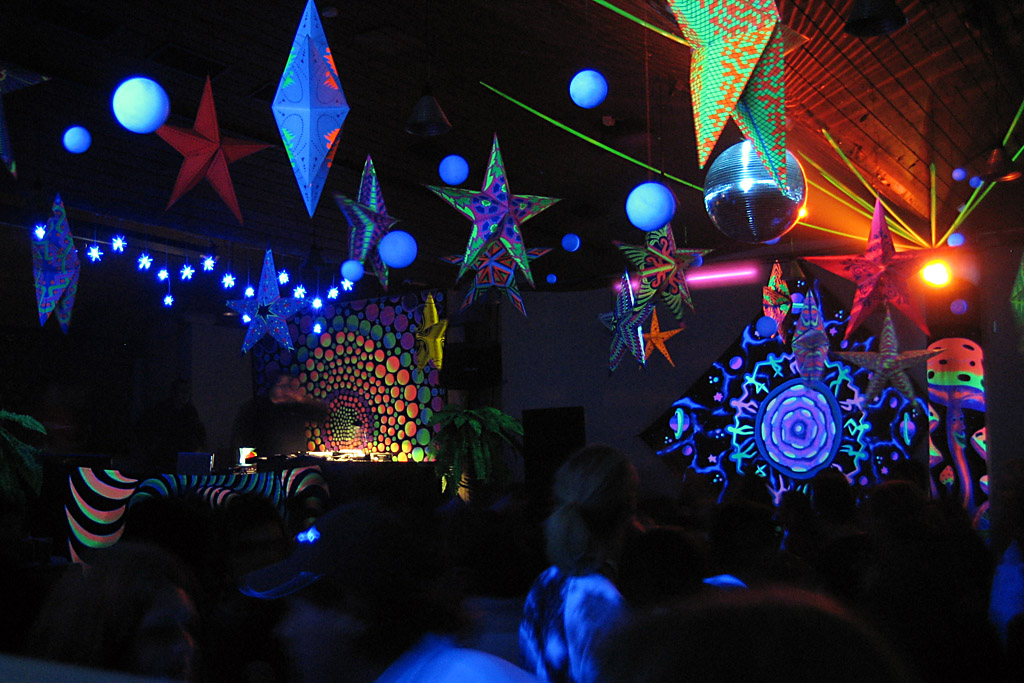
Festa goa

El goa trance és un tipus de música electrònica que va sorgir cap a finals dels anys 1980 a Goa, Índia. El goa trance o goa no és un subgènere musical derivat del trance, en realitat aquest neix a l'Índia entre 1988 i 1990. Deu el seu nom a l'estat indi de Goa, d'on va sorgir, sent l'estat amb major establiment de hippies en els anys 70 i 80.
El goa trance és un gènere molt proper al psytrance. En la cultura popular, la distinció entre els dos gèneres segueix sent bàsicament una qüestió d'opinió (alguns els consideren sinònims, d'altres creuen que el Psytrance és més "metàl·lic", mentre que el Goa trance és més "orgànic"). Existeixen també variants més suaus com el goa chill i altres més progressives. La música goa es caracteritza principalment per tres aspectes: normalment comença amb un o pocs instruments als quals es van afegint altres progressivament, sol anar augmentant la velocitat segons progressa, pot canviar dràsticament la melodia a meitat d'un tema. Va tenir un gran auge a Israel i a Mèxic, llocs on encara se celebren algunes de les concentracions més importants del món pel que fa a música goa es refereix.
Alguns dels precursors de la música goa van ser: Goa Gil, Astral Projection, MFG, Man With No Name, Transwave, The Infinity Project o Hallucinogen.

## Festes de Goa Trance
En l'estat de Goa, les festes de Goa trance poden dur a terme en llocs bastant inusuals, com per exemple en platges, al desert o al mig de la jungla, encara que també és comú que es realitzin en clubs. Avui en dia, han de pagar el baksheesh a la policia local. Quan aquest va ser pagat, els participants de la festa són lliures de portar charas (drogues conreades a mà a la regió), sense que la policia els arresti. Les festes properes a Any Nou tendeixen a ser caòtiques, amb centenars de persones venint de llocs com Bombai, Delhi, i la resta del món. Els viatgers, captaires i faquirs també s'uneixen a les festes.
Les festes de Goa trance també tenen un caràcter visual diferent. S'usa pintura fluorescent a la roba i en les decoracions. Els gràfics d'aquestes decoracions estan usualment relacionades amb coses com a extraterrestres, hinduisme, imatges religioses, fongs (i altres imatges psicodèliques), Xamanisme i tecnologia. Urnes i altres ítems religiosos enfront del discjòquei són també decoracions comuns.